# Sala dei Giganti (Foligno)

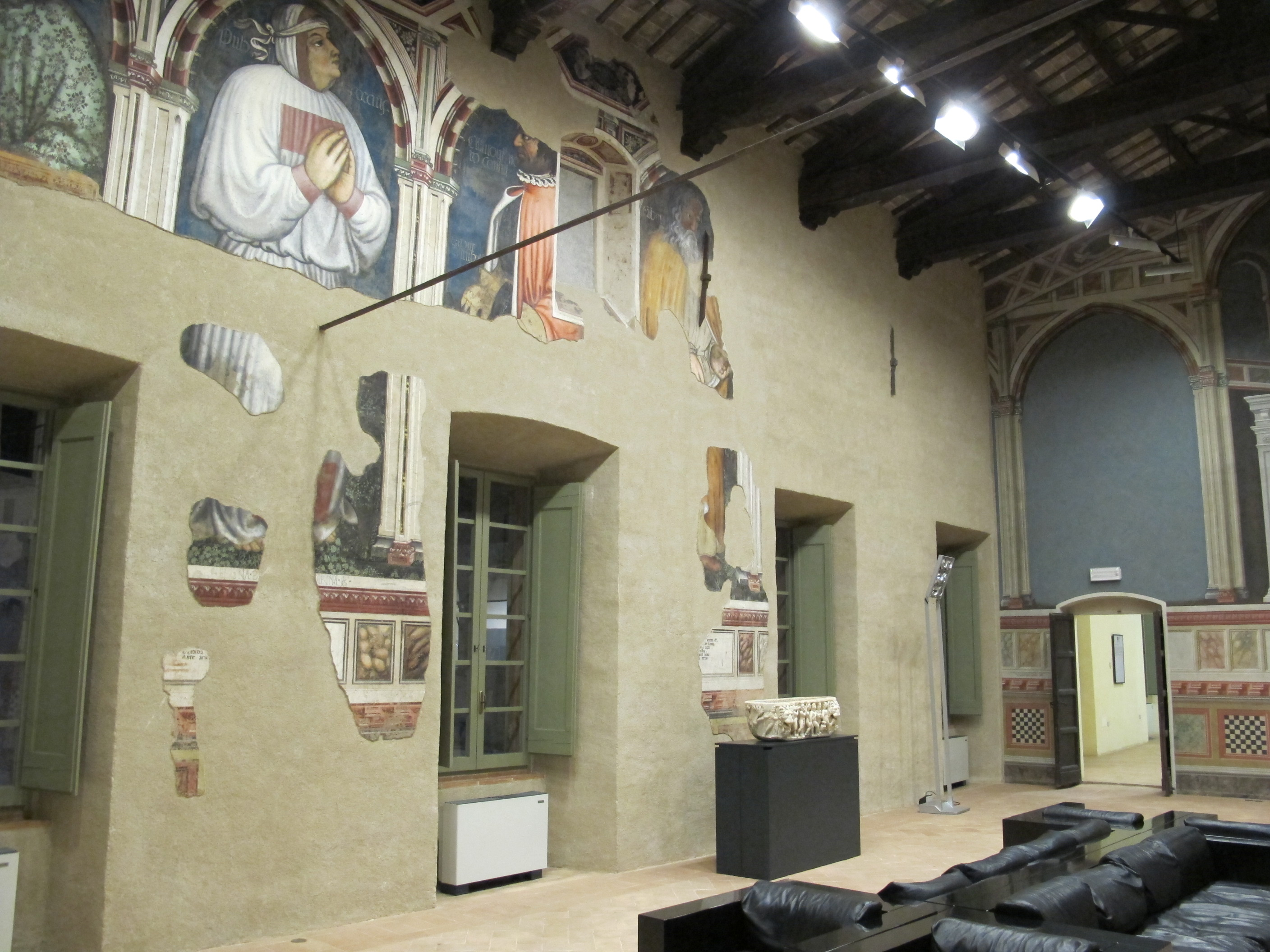
Sala dei Giganti

La Sala dei Giganti (o degli Imperatori) è un ambiente di palazzo Trinci a Foligno, che contiene un ciclo di affreschi frammentario di Gentile da Fabriano e collaboratori, databile al 1411-1412.

## Storia
Negli anni 1411-1412 Gentile fu a Foligno, dove eseguì i disegni per il ciclo decorativo di palazzo Trinci su commissione di Ugolino III. Il complesso programma decorativo, squisitamente profano, celebrava la continuità tra la signoria dei Trinci e l'impero romano, e fu ispirato dall'umanista Francesco da Fiano.
Si credeva tradizionalmente che le opere fossero databili al 1424, lo stesso anno delle decorazioni della cappella di Ottaviano Nelli, con una maggiore confusione derivata dalla notizia, errata, che questa data si trovasse sulla gamba dello Scipione. Recenti scoperte documentarie hanno invece precisato le vicende della commissione e del pagamento degli affreschi. Per primo si è scoperto che in un contratto di dote del 1417 citava già la sala "degli Imperatori", essendo rogato proprio all'interno di essa; poi si è trovata una copia seicentesca della documentazione relativa al pagamento di Gentile da parte dei Trinci: il 27 agosto 1411 Gentile riceveva 225 fiorini d'oro per la "sala imperatorum" (la Sala dei Giganti), la "camera rosarum" (la "Sala delle Arti liberali e dei Pianeti") e per la "loggia", ovvero la Loggia di Romolo e Remo. In un altro documento del 12 gennaio 1412 Gentile riceveva un'altra quietanza di 93 fiorini per alcune pitture non specificate e per una piccola tavola della Madonna. In tale atto si nominano anche i collaboratori del maestro: Jacopo da Venezia (forse Jacopo Bellini, che però all'epoca sarebbe stato appena adolescente), Paolo Nocchi da Foligno, Francesco Giambono da Bologna, ma residente a Foligno, e Battista di Domenico da Padova. Non appare quindi il nome del veronese Niccolò di Pietro a cui la critica aveva proposto l'attribuzione degli affreschi.
L'oblio dei cicli di Palazzo Trinci nella storiografia artistica fu dovuto a cause storiche, legate a una sorta di damnatio memoriae che investì i Trinci dopo la dominazione pontificia della città: gli affreschi erano infatti scialbati. Nel 1864 metà delle figure dei Giganti vennero riscoperte in una sorta di mezzanino creato infraponendo un piano di calpestio al sottotetto. Altri affreschi furono trovati fino al 1918-1919, e restaurati in maniera non ottimale. Solo col recente restauro, successivo al terremoto del 1997, si è potuto ritrovare appieno la ricchezza delle decorazioni pittoriche del palazzo, che grazie ai ritrovamenti documentari e a nuovi studi. Recente è anche la valorizzazione nel panorama storico-critico, interrompendo l'ormai secolare giudizio negativo avviato da Adolfo Venturi in poi, che liquidò con una scarsa considerazione gli affreschi di palazzo Trinci, sebbene li avesse visti solo in foto e solo i Giganti a metà, quando ancora si affacciavano nel mezzanino.

## Descrizione

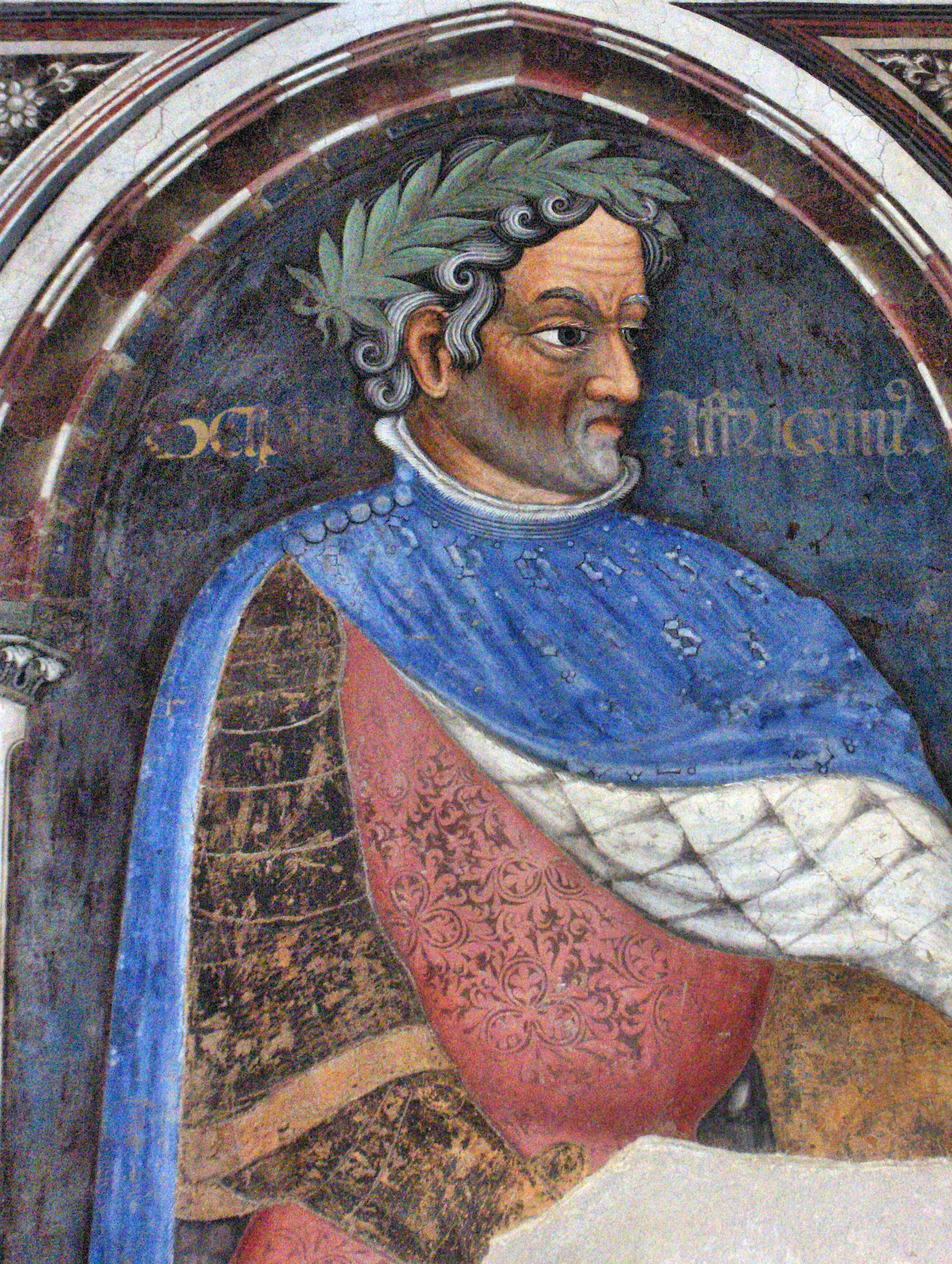
Scipione Africano

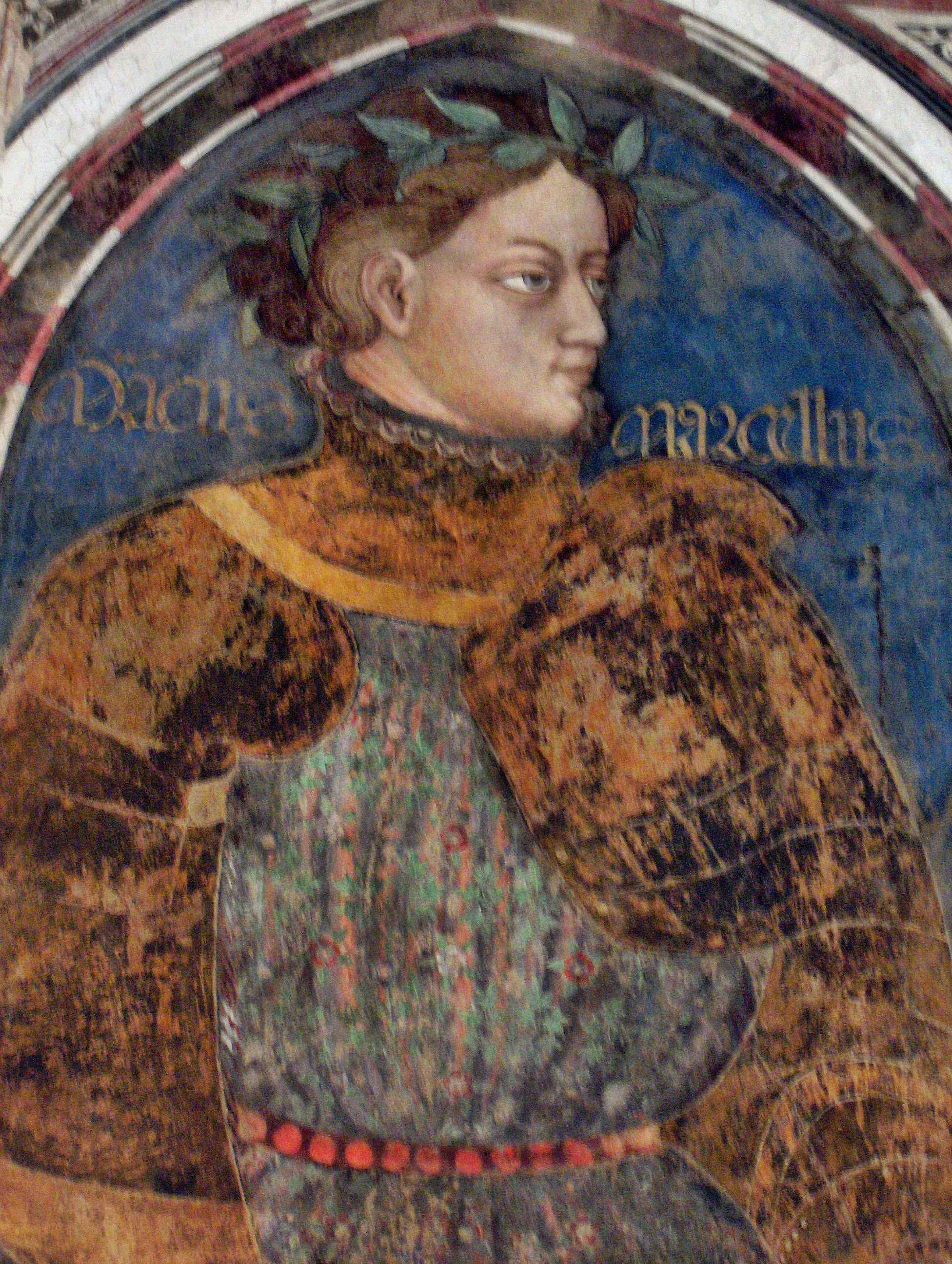
Marco Claudio Marcello

Lungo le pareti sono ricavate vari nicchioni in cui si trovavano venti figure monumentali in piedi, delle quali oggi se ne sono conservate solo quindici. All'ingresso della sala si trovavano alcuni versi oggi non più leggibili, ma tramandati dalle fonti antiche, che chiarivano la chiave di lettura della rappresentazione:
(Iscrizione)
Il ciclo inizia sull parete breve opposta all'ingresso, dove si trovavano Romo e Giulio Cesare, oggi completamente perduti. Proseguendo verso destra si incontrano: 
- Ottaviano Augusto
- Tiberio
- Camillo
- Fabrizio
- Manio Curio Dentato
- Tito Manlio Torquato
- Cincinnato
- Marco Marcello
- Scipione l'Africano

La rappresentazione è poi intervallata da una finta loggia da cui si affacciano personaggi in eleganti costumi contemporanei, probabilmente alcuni membri di Casa Trinci. Si prosegue con:
- Muzio Scevola
- Catone Uticense
- Caio Mario
- Publio Decio
- Claudio Nerone
- Fabio Massimo

Perduti sono Caligola, Pompeo e Traiano.
Le figure poggiano su uno zoccolo a riquadri bianchi e neri, alternati a formelle imitanti il marmo screziato. In alto corrono invece i monogrammi celebrativi di Casa Trinci, ai quali vennero sostituiti, nel 1477, quelli di Sisto IV.

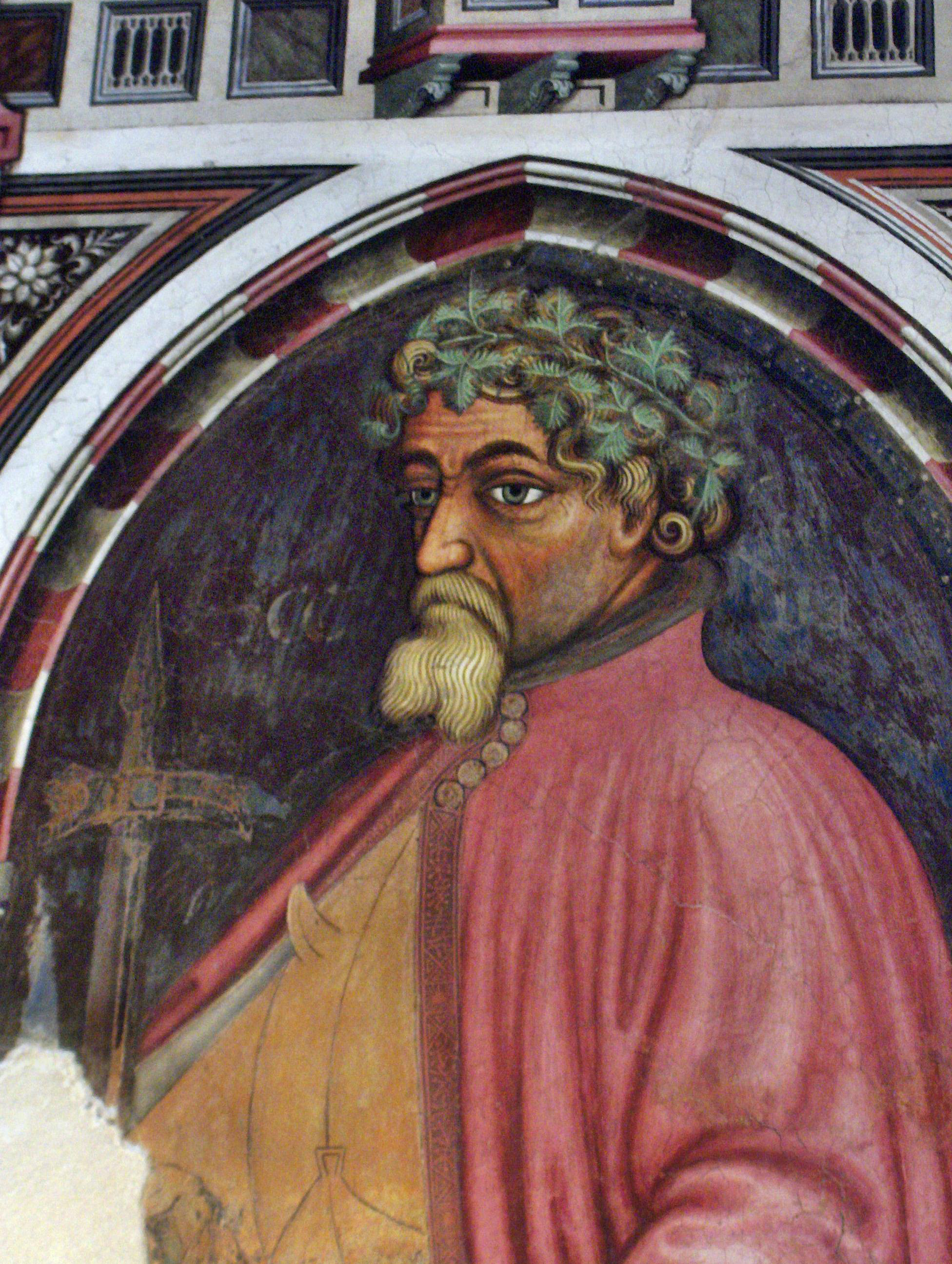
Muzio Scevola
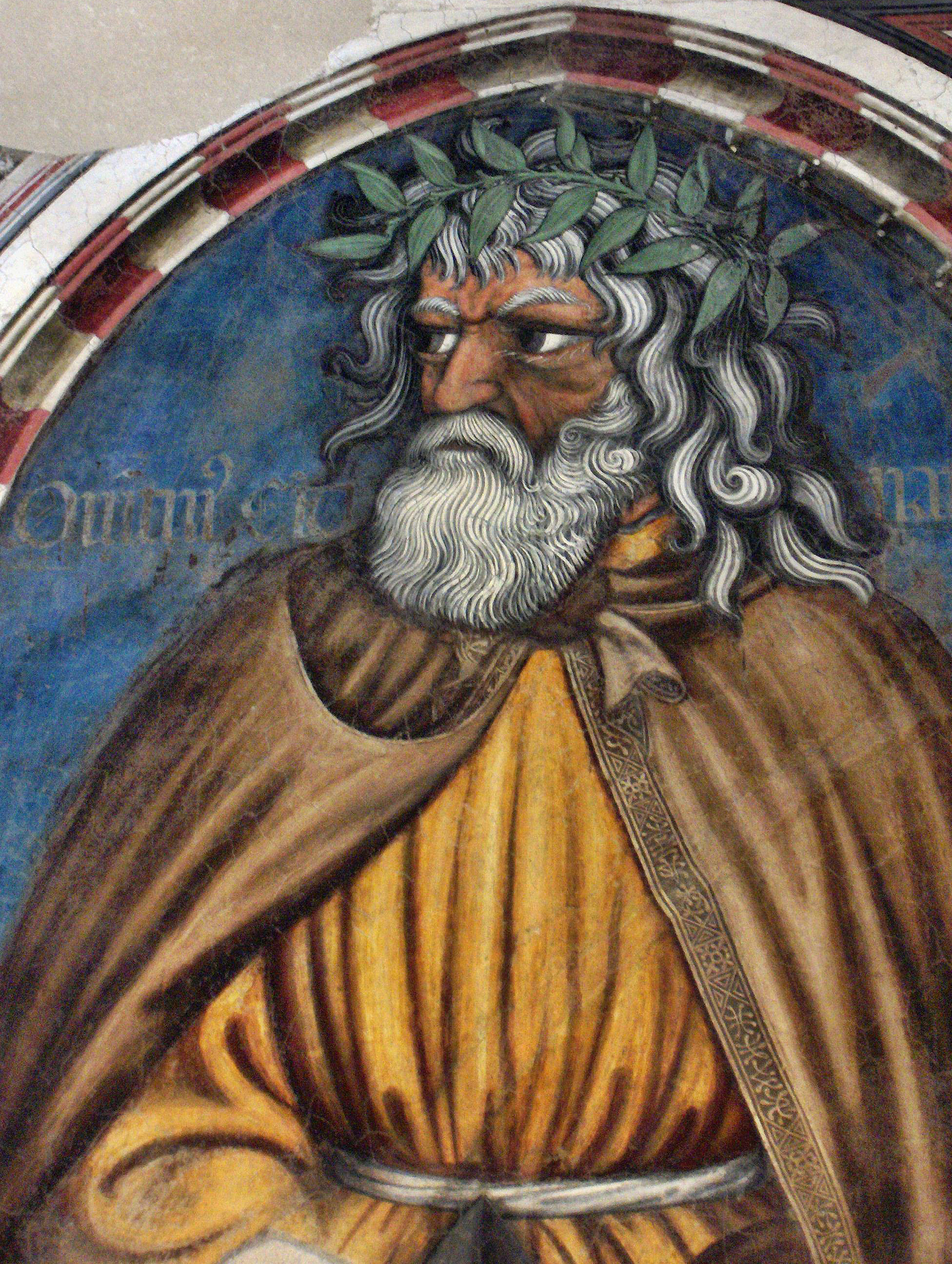
Cincinnato
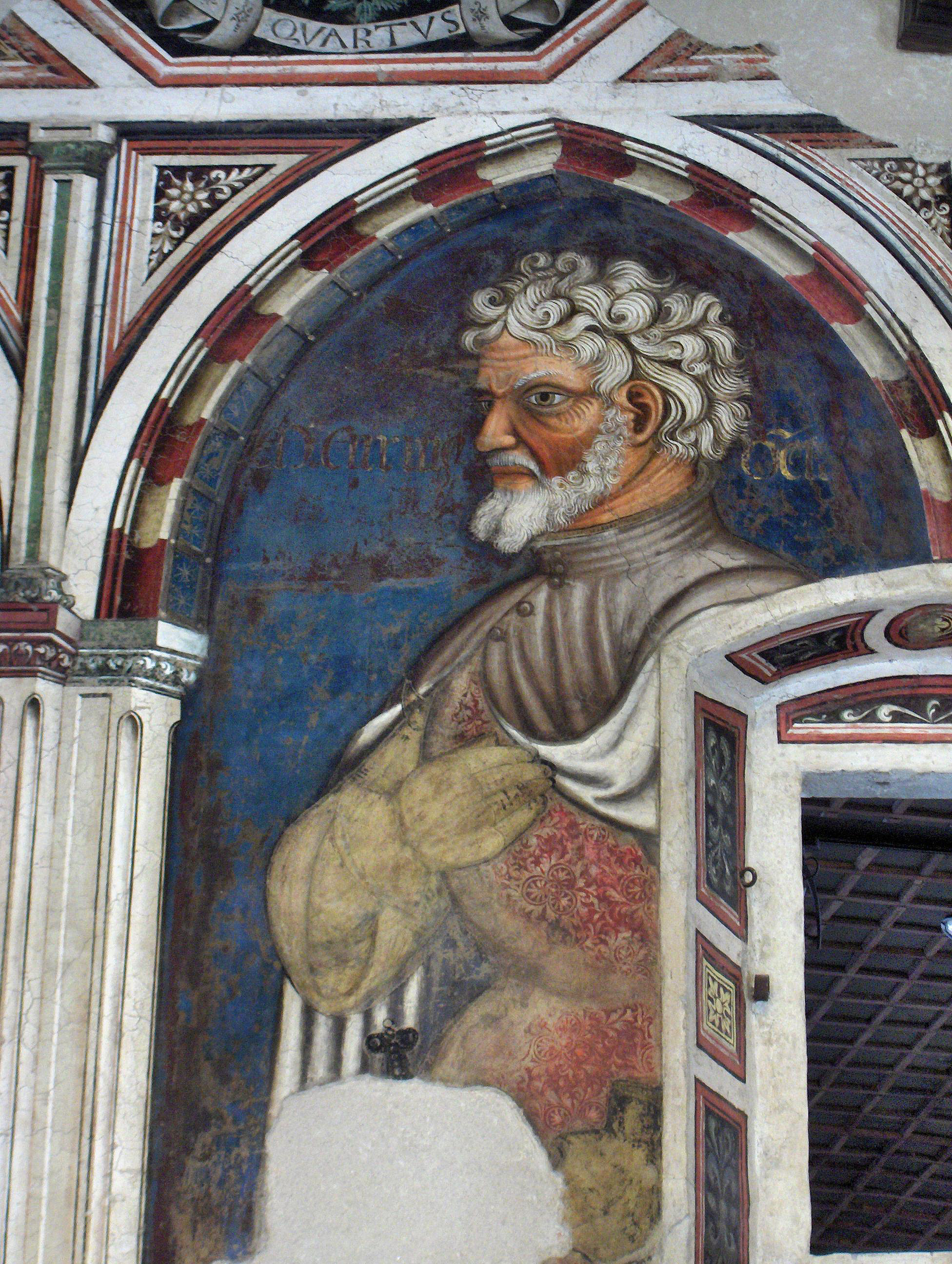
Marco Curio Dentato
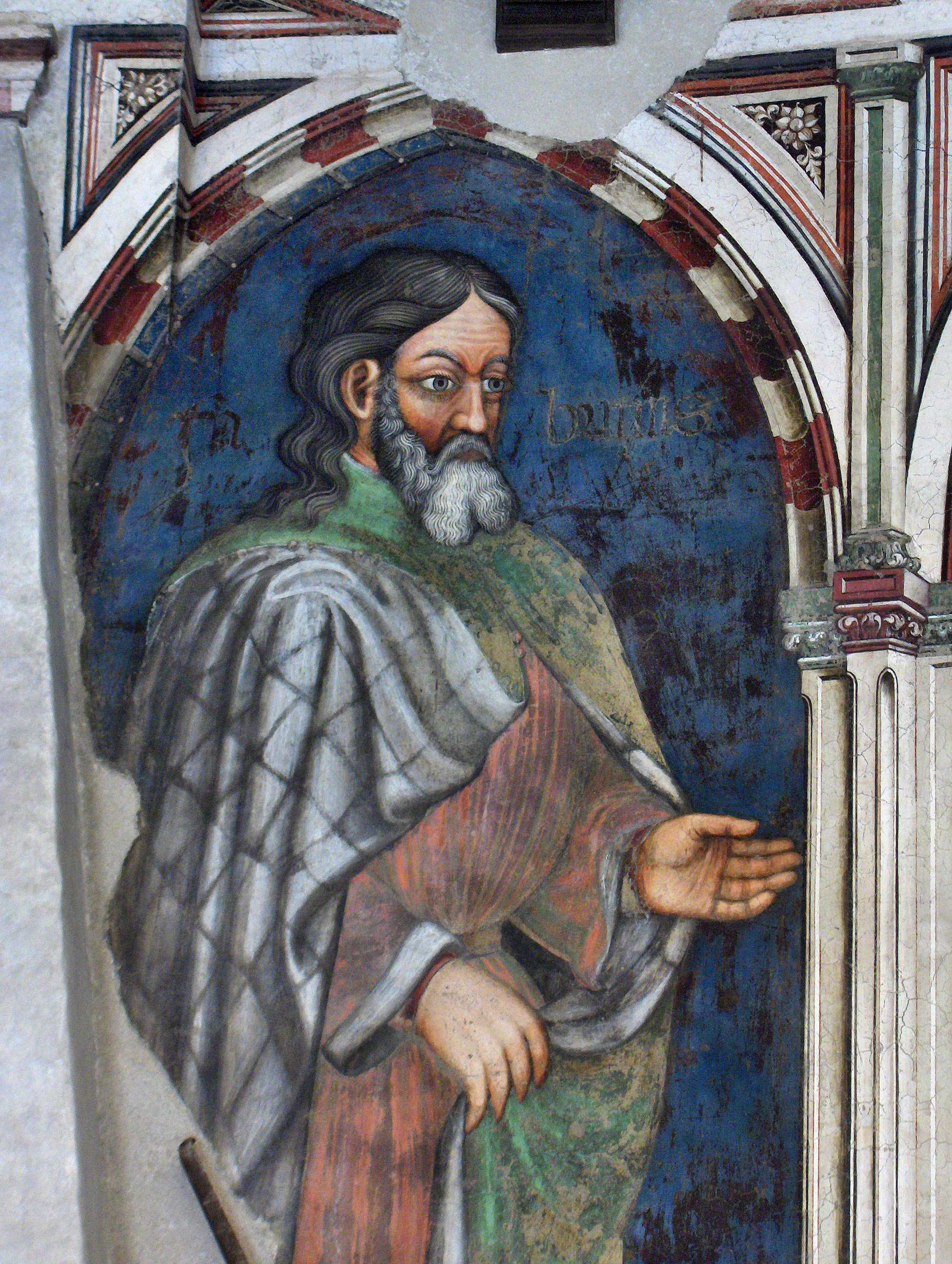
Fabrizio

## Stile
Da un punto di vista stilistico i personaggi mostrano affinità che dimostra l'unitarietà dell'esecuzione. Le figure sono massicce, abbigliate in maniera sontuosa, nascondendo alcune imprecisioni anatomiche e di impianto. La ricchezza delle decorazioni, spesso ottenute con stucchi, pastiglie e lamine metalliche, rimanda alla cultura tardogotica.